# Piero de Ponte

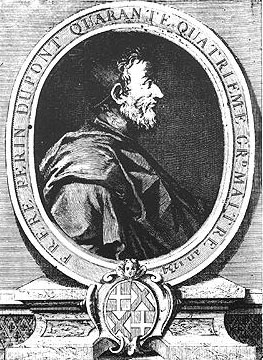
Piero de Ponte
Kupferstich um 1725

Großmeisterwappen von Piero de Ponte

Piero de Ponte (auch Perin Dupont bzw. Pierino, Pietrino, Pierre oder Pietro del Ponte, * 26. August 1462 im Piemont; † 18. November 1535) war vom 26. August 1534 bis zu seinem Tod im Jahre 1535 der 45. Großmeister des Malteserordens und übernahm am 10. November 1534 seine Amtsgeschäfte auf Malta.
Während seiner Amtszeit fanden weitere Ausbauten der Festungsanlagen statt.
Er achtete sehr auf Disziplin und Benehmen der Angehörigen des Ordens.
Durch Einsatz der Galeerenflotte des Ordens unterstützte er Kaiser Karl V. im Krieg gegen Tunis und sicherte dadurch seine Besitzungen.
1535 gab es durch die Bevölkerungszunahme auf Malta einen Getreidemangel, den Ponte durch Importe aus Sizilien beheben wollte, und als Sizilien die Verträge nicht erfüllte, zwang er sizilianische Schiffe im Hafen von Malta zum Verkauf ihrer Getreideladungen.
Ponte wurde in der Kapelle Notre-Dame de Siege im Fort St. Angelo in Birgu beerdigt und später in die Krypta der Ordenskirche St. Johann, der heutigen Konkathedrale St. Johannes in Valletta, umgebettet.